# América Futebol Clube (Pernambuco)
América Futebol Clube (conhecido popularmente como América-PE), é um clube poliesportivo brasileiro da cidade do Recife, capital do estado de Pernambuco. Foi fundado em 12 de abril de 1914 e suas cores, presentes no escudo e bandeira oficial, são o verde e branco. Em 1938, com o licenciamento do Torre Sport Club que iria participar do certame daquele ano, o América viu uma oportunidade de prestar uma singela homenagem ao seu coirmão, o  America Football Club, clube da capital carioca do Rio de Janeiro, utilizando a cor vermelha, no lugar do verde.
Tem como modalidade esportiva principal o futebol, como um dos clubes mais vencedores e de maior relevância em todo o estado. Seus títulos mais importantes conquistados no futebol são o Troféu Nordeste de 1923, o Torneio Incentivo Pernambucano de 1976, os onze torneios Início de Pernambuco (1921, 1930, 1931, 1934, 1936, 1938, 1941, 1943, 1955, 1967, 1970) e os mais importantes de sua história, o hexacampeonato Pernambucano de Futebol, sendo o quarto maior campeão estadual da história.  No mais recente Ranking Nacional de Clubes da CBF, que leva em conta o comportamento das equipes nas últimas cinco temporadas e que foi divulgado em dezembro de 2022, o América é o ducentésimo nono colocado, com 102 pontos. Sua torcida era composta por grandes famílias aristocratas do Recife e também era querido pela Colônia Portuguesa Recifense, sem contar os outros torcedores espalhados pelo Recife, especialmente nos bairros de Casa Amarela, Casa Forte, Apipucos e Caxangá.
Há décadas a equipe vive no ostracismo, por vezes dependente de um saudosismo de épocas douradas e mantido por torcedores apaixonados pelo próprio clube ou pela rica história do futebol pernambucano. O "Mequinha", como carinhosamente é conhecido, hoje em dia segue como o segundo time de parte dos aficionados torcedores recifenses.

## História

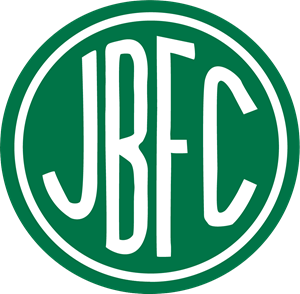
Escudo do João de Barros Football Club, primeiro distintivo utilizado pelo América em 1914

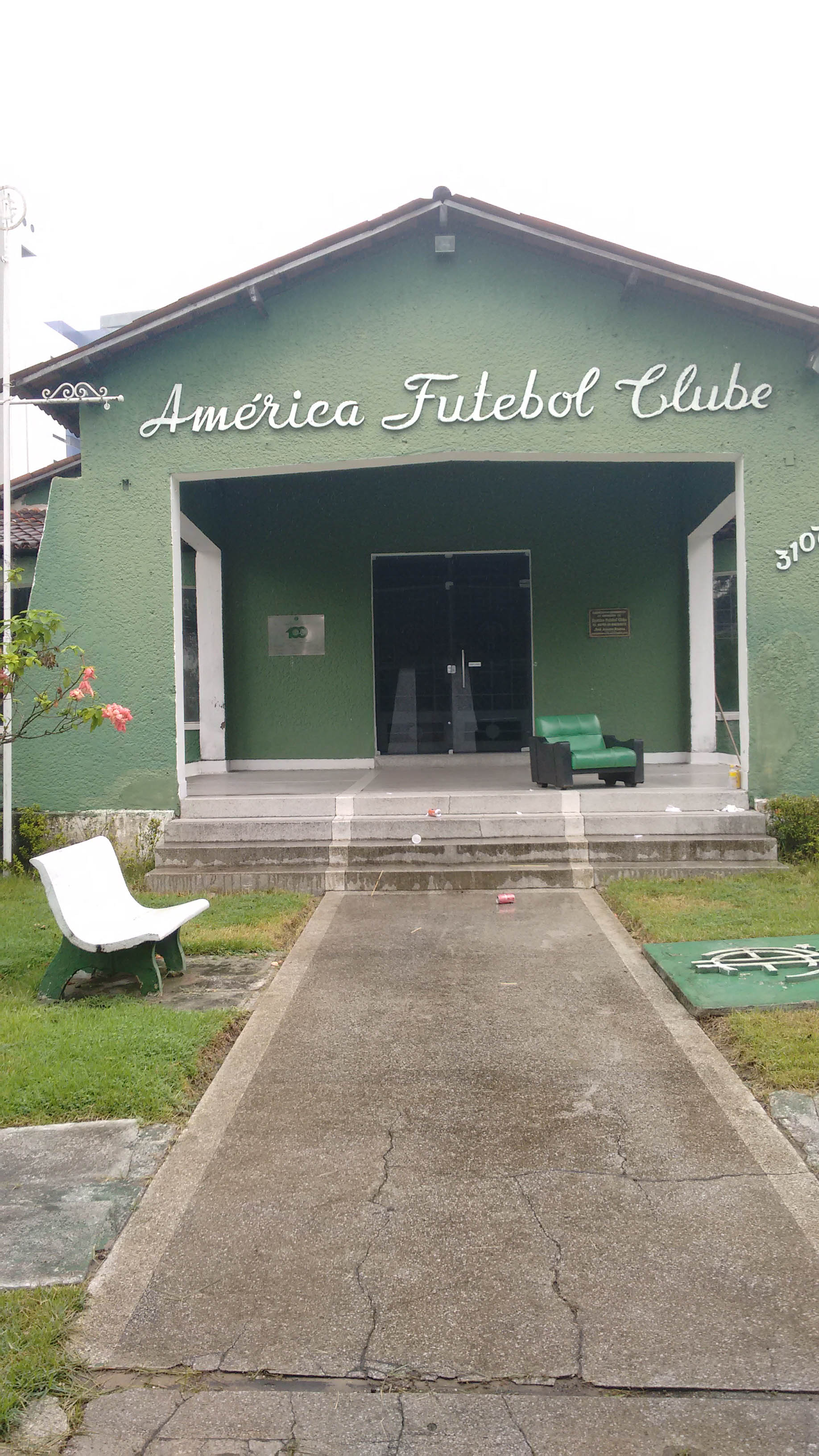
Sede do América Futebol Clube

A História da América Futebol Clube começa no dia 12 de abril de 1914, quando o clube foi fundado por jovens aristocratas da cidade do Recife que tinha entre suas paixões a prática do ciclismo, com o nome de João de Barros Foot-Bal Clube, o nome fazia alusão à estrada onde se encontravam o primeiro campo do time e a sua respectiva sede.[carece de fontes?] O João de Barros surgiu como mais uma agremiação para a prática do desporto bretão, que ascendia na preferência pernambucana e nacional, arregimentando cada vez mais adeptos por todos os lugares. Um desses entusiastas foi João Evangelista Belfort Duarte, um dos personagens mais importantes do futebol brasileiro, tradutor das regras de futebol do inglês para o português, um dos fundadores da Associação Atlética Mackenzie College, primeiro clube de futebol formado por brasileiros (já que as grandes equipes na época eram de ingleses), o responsável por promover a primeira visita de um time estrangeiro ao país e também, na época da visita, era o presidente do tradicional América Football Clube do Rio de Janeiro.  Sua passagem pelo Recife tinha o objetivo de buscar apoio para a fundação da Federação Brasileira de Sports, antecessora da antiga CBD e posteriormente CBF. Porém, no breve período em que esteve na capital pernambucana, Belfort Duarte também deixou sua marca na história esmeraldina, sendo ele o responsável por motivar Aristheu Accioly Lins a fazer a mudança do nome João de Barros Foot-Bal Club para América Futebol Clube no dia 22 de agosto de 1915.[carece de fontes?]

A passagem foi tão marcante que um dos símbolos do futebol brasileiro ainda recebeu uma homenagem do então América, sendo distinguido como capitão honorário do clube, e ainda foi o responsável por divulgar a imprensa a mudança.
"Comunico-vos que em Assembléia Geral do João de Barros Futebol Clube, reunida no dia 22 de agosto de 1915 deliberou a mudança de nome daquela sociedade que ficou denominada "América Futebol Clube", convicto que esta deliberação em nada mudará as atenções dispensadas ao nosso antigo JBFC e espero a continuação das mesmas ao América Futebol Clube."
Carta de Belfort Duarte enviada a imprensa.
Como João de Barros FC, o clube foi um dos membros fundadores da "Liga Sportiva Pernambucana", em 1915 e participou do Primeiro Campeonato de Futebol do mesmo ano.  Mais tarde, a entidade viria a ser conhecida como Federação Pernambucana de Futebol, nome dado até os dias atuais. O primeiro título de Campeão Pernambucano do América só veio a acontecer em 1918,  mas dessa vez com a participação do Náutico e Sport, que não fizeram parte da primeira edição da competição. Com 10 jogos, 8 vitórias, 1 empate e 1 derrota o título veio, com a seguinte escalação: Jorge; Ayres e Alecxi; Rômulo, Bermudes e Soares; Siza, Ângelo Perez, Zé Tasso (artilheiro da competição com 17 gols), Juju e Lapa.
Em 1919 o Alviverde da Estrada do Arraial se sagrou bicampeão pernambucano,  era mais uma amostra da força do América que na época deixava claro para que veio, uma das potências do futebol do estado, convidado a disputar torneios regionais e chegando a se tornar o maior campeão estadual da época com os títulos de Campeão Pernambucano de 1921 e especialmente em 1922, ano em que conquistou outro bicampeonato e um dos seus mais famosos alcunhas: "Campeão do Centenário". A conquista do bicampeonato de 1919 se deu em cima do Sport Recife, que também tinha se tornado bicampeão no ano anterior. O título também marcou o início do que viria a ser sua maior rivalidade, e foi justamente com a equipe rubro-negra que surgiu o "Clássico dos Campeões", eram as duas equipes que mais tinham conquistado o título de campeão estadual na época. As duas equipes viriam a ser campeãs duas vezes uma sobre a outra nas temporadas seguintes.
A equipe esmeraldina durante seus tempos de glórias era liderada por José Henrique Tasso, ou simplesmente Zé Tasso, maior ídolo da história do América, recifense criado no bairro do Poço da Panela, esteve presente nas maiores conquistas da história do clube. Destacou-se jogando futebol no time amador do bairro onde cresceu. Durante a disputa da Liga Suburbana de 1918, o Sr. Francisco Gusmão, que na época era técnico do alviverde, ficou encantado com as incríveis habilidades de Zé Tasso. Ao final da competição o jogador foi convidado a integrar o elenco profissional do América, e logo no seu ano de estreia conquistou o seu primeiro título pernambucano e de quebra sendo o artilheiro da competição, com 17 gols (1918). Suas atuações lhe deram destaque na crônica local, além de ter levado o Alviverde da Estrada do Arraial a mais 3 títulos estaduais (1919, 1921 & 1922). Em 1923 também marcou a história do América, ajudando a equipe na conquista do Troféu Nordeste, a primeira competição de âmbito regional no Nordeste de que se tem notícia.

### Primeiro campeão nordestino (1923)
Enquanto na região Sudeste foram organizadas competições como a Taça Ioduran e a Copa dos Campeões Estaduais, em Alagoas também foi organizada uma competição com o intuito de colocar as equipes da região em disputa. Assim foi organizado o Troféu Nordeste, o primeiro torneio interestadual da região de que se tem notícia. A competição ocorreu para festejar o Dia do Trabalhador, em Maceió, e foram convidadas oito equipes da região para o torneio.
As equipes:
- - CRB & CSA
- - Botafogo-BA & Vitória
- - Cabo Branco & América-PB
- - Sport & América-PE

O Alviverde da Estrada do Arraial começou no torneio com uma vitória de 2-0 contra o CRB, equipe anfitriã da competição. Na 2º rodada enfrentou o Botafogo-BA, mas não teve o mesmo desempenho e acabou sendo derrotado pelo placar de 4-1. Na última rodada enfrentou o Cabo Branco e conseguiu vencer a equipe paraibana por 1-0, passando às semifinais ao lado do Botafogo-BA.[carece de fontes?]

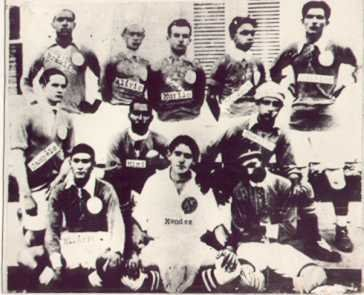
América Campeão do Troféu Nordeste de 1923.

Nas semifinais o América teve pela frente um Clássico dos Campeões diante do seu maior rival: o Sport. A partida tomou ares de revanche, uma reprise da final do pernambucano do ano anterior, em 1922, e com o ingrediente de que o rubro-negro vinha de uma campanha excelente no torneio, porém, o resultado dessa vez foi bem diferente, uma sonora goleada de 6-2 no Leão.
Na grande final o rival seria mais uma vez um anfitrião: o CSA. A equipe azulina havia vencido o Botafogo-BA e garantido a classificação para a grande final. A decisão foi em dois jogos. A primeira partida foi realizada no dia 4 de fevereiro. A equipe do CSA era formada por: Mendes, Osvaldo e Hilário; Campelo, Mimi e Geraldino; Bráulio; Alírio; Odulfo; Murilo e Nelcino. O América atuou com: Nezinho, Romulo e Faustino; Lyndolfo; Moreira e Zizi; Lapinho; Leça; Zé Tasso; Juju e Araújo, vitória da equipe esmeraldina pelo placar de 2-1, mostrando toda sua força.[carece de fontes?]
O segundo jogo foi realizado no dia 6 do mesmo mês. Americanos e azulinos jogaram com os mesmos atletas, e dessa vez a vitória ficou com a equipe anfitriã, vitória do CSA. Em uma das mais eletrizantes partidas de futebol da história do América, Juju abriu o marcador para o alviverde, fazendo 1-0, Nelcino empatou e Bráulio virou para 2-1 CSA, Zé Tasso empatou outra vez, mas Odulfo fez o 3-2 e o 4-2 para os alagoanos, Juju voltou a descontar no final para o América, fechando o marcador em 4-3. Foi uma vitória consagradora no torneio e que repercutiu nos grandes jornais do Recife. Como o América detinha a vantagem por ter feito uma campanha melhor até a final, sagrou-se o primeiro campeão nordestino, vitória consagradora que repercutiu nos grandes jornais do Recife.[carece de fontes?]

### Último título pernambucano, jejum e Taça Recife
O título do Campeonato Pernambucano de 1944 foi o último da equipe esmeraldina, também foi tratado por muitos como o título mais "sofrido & heroico" da história do clube. A instituição América já demonstrava um declínio acentuado na disputa das competições estaduais. Muito pelo fato da chegada do profissionalismo ao futebol pernambucano (1937), muitas equipes históricas e campeãs do cenário pernambucano já tinham deixado de existir ou deixariam nesse período entre 1937 a 1945 (Torre, Tramways, Flamengo-PE). A competição de 1944 foi longa, mesmo composta por apenas 7 equipes. Houve 18 jogos até a fase final, onde as duas melhores equipes ainda fizeram 4 jogos, totalizando 22. Parte das partidas da fase de grupos e as partidas da grande decisão só aconteceram no ano seguinte, em 1945.
A grande final foi decidida entre a equipe esmeraldina e o Náutico, a equipe alvirrubra tinha finalmente decidido investir no futebol a pedido dos sócios e começava a ascender no cenário estadual e regional. A previsão era que fossem partidas difíceis, o confronto entre as duas equipes sempre prometia muito equilíbrio, partidas bem jogadas, tanto que o confronto recebeu o título de "Clássico da Técnica e Disciplina". A equipe esmeraldina era formada por Zezinho, Capuco, Julinho, Djalma, Edgard, Oseás, Pedrinho, Barbosa, Leça, Galego e Rubens.
O mequinha dominou os 4 jogos da grande decisão contra o Náutico, os resultados formam: Náutico 1-1 América (28/01), Náutico 2-3 América (04/02), Náutico 0-2 América (09/02), América 3-0 Náutico (18/02). Após essa conquista, o América caiu no ostracismo, não mais fazendo campanhas de tanto destaque e longe de conquistar outro título pernambucano, esse que por sua vez ficou sempre nas mãos do "Trio de Ferro" da capital (Náutico, Sport e Santa Cruz), a única vez que essa hegemonia foi quebrada aconteceu em 2020 com o 1º título pernambucano da história de uma equipe do interior, vitória do Salgueiro em pleno Arruda contra o Santa Cruz.
Após a conquista do título pernambucano de 1944, o América ainda conseguiu um vice-campeonato em 1952, perdendo para o Náutico. Os anos seguintes foram de jejum e, aos poucos, durante o final da década de 1950 e as décadas de 1960 e 1970, o América foi perdendo espaço no cenário esportivo do estado por nunca mais ter conquistado um título. Prevalecia ainda sua "fiel torcida da Velha-Guarda Americana" sempre quando o América ia jogar, e ainda possuindo a simpatia do público do bairro de Casa Amarela. Em 1975, enfim o América fazia ecoar o grito de campeão. Venceu o Náutico na final da Taça Recife, desbancando até o Santa Cruz que na época era a maior potência local. A imprensa recifense dava uma certa atenção ao time do América, tanto pelas polêmicas dos dirigentes, como pelos jogadores contratados, e também na tentativa de erguer o clube, que já vinha numa descendente no futebol. O clube era carinhosamente chamado de Verdão 75. Nos seus jogos sempre havia a presença de uma torcida, mesmo pequena, mas com charanga e bandeiras alviverdes. O artilheiro daquela edição da Taça Recife foi Edu Montes, com 7 gols. De 1944 até os dias atuais, são 79 anos desde sua última conquista no estadual.

### Primeiras competições Nacionais
A primeira competição nacional oficial do América, foi a Série B do Campeonato Brasileiro de 1972. Nesta edição, a equipe foi o pernambucano com a melhor colocação geral do torneio, ficando na oitava colocação do campeonato. Em 1990, participou da terceira edição da Série C, onde ficou na vigésima quarta colocação geral, sendo sua única participação na terceira divisão nacional. O começo da década não foi fácil para o América, após campanha ruim em 2011, a equipe foi rebaixada para a Série A2 do pernambucano em 2012 amargando a última colocação, No ano seguinte, o Mequinha conseguiu voltar, após conseguir a classificação para a fase final, depois de passar por Araripina e Olinda, chegou a decisão final contra o Vitória, em jogo único que foi decidido nos pênaltis, a equipe de Vitória de Santo Antão sagrou-se campeã. Voltando a elite estadual, a equipe não teve grandes destaques, escapando de um novo rebaixamento em 2014 no ano de seu centenário e em 2015.
Na temporada de 2016, após anos sem disputar nenhuma competição nacional, mais precisamente desde a Série C de 1990, a equipe retornou após a disputa do Campeonato Pernambucano. O América ficou em 1º colocado no seu grupo com 3 vitórias 3 empates em 6 jogos, garantindo a vaga para a Série D no mesmo ano e de quebra para a Série D de 2017. Quem foi o responsável em liderar a equipe nesse retorno as disputas nacionais foi o icônico e folclórico Carlinhos Bala. Foi com Bala que o América vencer por 1-0 e pós fim a um jejum de vitórias que durava desde 1973 contra seu maior rival o Sport em plena Ilha do Retiro.
Na fase final do pernambucano, a equipe não teve o mesmo desempenho ficando em 5º lugar geral, porém, no torneio nacional, a equipe classificou em segundo lugar no seu grupo que contava com outras 3 equipes (Globo, Sousa e Galícia), foram 3 vitórias 1 empate e 2 derrotas. Na fase seguinte a equipe não teve o mesmo desempenho, acabou sendo eliminada para o Altos, dando a deus a competição. Na temporada de 2017, apesar de ter a vaga para o torneio nacional do mesmo ano, o América não conseguiu a classificação para o ano seguinte, a campanha do pernambucano não foi suficiente, ficando em 9º colocado com 5 vitórias 2 empates e 8 derrotas, já Série D a equipe também não conseguiu vaga para a fase seguinte com apenas 2 vitórias 1 empate e 3 derrotas. Em 2018 mesmo com campanha bem abaixo do esperado, o América conseguiu vaga para a disputa da Série D de 2019, por meio da sua classificação final no Campeonato Pernambucano. Porém, em 2019, a equipe não conseguiu acertar dentro e nem fora de campo, fazendo uma campanha vexatória e acabando rebaixado para a Série A2 do Pernambucano mais uma vez sem ter vencido uma única partida. O contra ponto ficou na Série D de 2019 onde a equipe fez boa campanha na fase de grupo onde enfrentou equipes como América de Natall, Bahia de Feira e Serrano-PB. Na fase seguinte, a equipe de Natal foi seu algoz, mesmo vencendo em Recife por 1-0 no Ademir Cunha, sofreu uma derrota polémica no jogo de volta na Arena das Dunas pelo placar de 2-0. Até a temporada de 2021, o América ainda luta para voltar à elite do Pernambucano.

## Clube

### João Cabral de Melo Neto, um americano

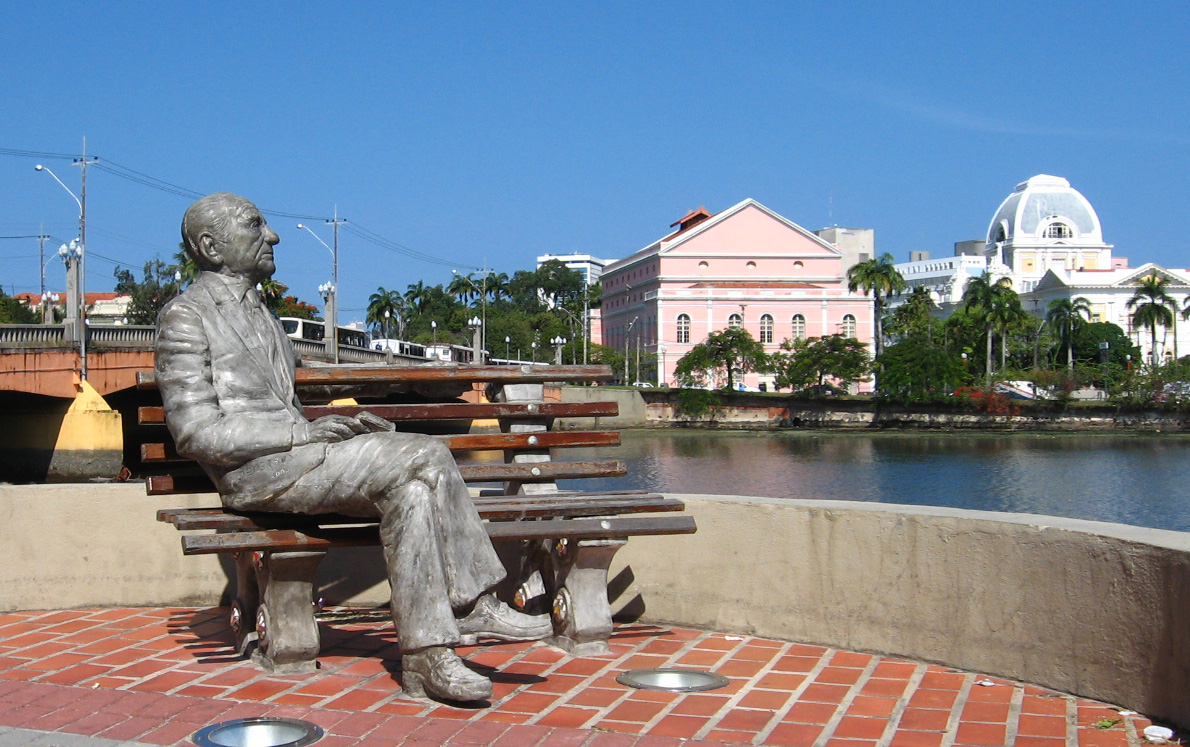
Estatua de João Cabral de Melo Neto no "Circuito da Poesia do Recife".

O reconhecido escritor pernambucano foi um grande torcedor americano e sempre que podia ia ver os jogos do seu clube de coração. Além de poeta, João Cabral chegou a ocupar posição de center-half, ou, como se diz hoje, volante, e foi uma promessa do futebol pernambucano. Nele, disposição física e apuro intelectual conviveram sem crises ou antagonismos. Na adolescência, jogou pelos times do América e do Santa Cruz. Em 1935, aos 15 anos, foi campeão juvenil pelo Santa Cruz. Dentre suas grandes obras destaca-se "Morte e Vida Severina", de 1955. Foi eleito membro da Academia Brasileira de Letras em 15 de agosto de 1968, tomando posse de sua cadeira em 6 de maio de 1969. No final da década de 80, descobriu que sofria de uma doença degenerativa incurável, a qual lhe impunha fortes e constantes dores de cabeça, o que causaria, aos poucos, a perda de sua visão, fazendo-o parar de escrever e ficar depressivo, e a vontade de falar (“Não tenho muito o que dizer", argumentava).
Morreu no dia 9 de outubro de 1999, no Rio de Janeiro, aos 79 anos, encoberto com a bandeira do América e com a tristeza de não rever o Campeão do Centenário forte como antes, em sua juventude. Um dos momentos marcantes de seu velório foi o discurso proferido Arnaldo Niskier, no "Salão dos Poetas Românticos", na Academia Brasileira de Letras, onde foi velado seu corpo:
"Fecham-se os olhos cansados do poeta João e não conseguimos realizar o sonho que agora desvendo: ver o América Futebol Clube voltar aos seus dias de glória. Nem o daqui do Rio, nem aquele que era a sua verdadeira paixão: o América do Recife."

### Bens e acomodações

#### Estádio
Ao longo de sua história, o América já possuiu três estádios na era amadora do futebol pernambucano, que atualmente deram lugar à museus, parques, hotelaria e dentre outros.  Em 1918, o clube passou a tomar conta do histórico British Club. Já em 1920 o alviverde teve a sua principal casa, o Campo da Jaqueira, , o local exato onde encontrava-se o campo de futebol é hoje uma pista de bicicross. que também chegou a ser chamado de “América Parque”. Como o nome sugere, ficava onde atualmente existe o Parque da Jaqueira, margeando o Rio Capibaribe. Segundo o pesquisador Carlos Celso Cordeiro, é possível conferir o local exato do antigo campo no parque atual, precisamente no circuito de bicicross, pertinho da Rua do Futuro. Devido a uma crise financeira, já naqueles tempos, o alviverde perdeu o mando da praça esportiva para o Tramways. Então, no primeiro ano do profissionalismo, em 1937, o América assumiu o Campo da Avenida Malaquias,  após a mudança do Sport para a Ilha, quase sem arquibancadas na sua inauguração.
Atualmente, o América manda seus jogos no Estádio Municipal Ademir Cunha, no município de Paulista interior do estado. O estádio, tem capacidade para 12 mil espectadores. 

#### Sala de Troféus
A Sala de Troféus é um espaço que reúne todas taças conquistadas pela equipe de futebol e outras modalidades esportivas do América, durante os mais de 100 anos de existência do clube. 
Na edição do jornal Folha de Pernambuco do dia 19 de maio de 2021 saiu uma matéria denunciando que todos os troféus conquistados pelo América ao longo de sua centenária história foram furtados ou destruídos da sede. O caso aconteceu em 2017, mas só foi a público em 2021 graças um grupo de torcedores que descobriram esse fato enquanto planejavam catalogar as conquistas do clube. Segundo a direção americana existe ainda possibilidade em mandar confeccionar réplicas dos troféus, mas sem previsão.

## Títulos
| REGIONAIS | REGIONAIS                          | REGIONAIS | REGIONAIS                                                         |
|           | Competição                         | Títulos   | Temporadas                                                        |
| --------- | ---------------------------------- | --------- | ----------------------------------------------------------------- |
|           | Troféu Nordeste                    | 1         | 1923                                                              |
| ESTADUAIS |                                    |           |                                                                   |
|           | Competição                         | Títulos   | Temporadas                                                        |
|           | Campeonato Pernambucano            | 6         | 1918, 1919, 1921, 1922, 1927, 1944                                |
|           | Campeonato Pernambucano - Série A3 | 1         | 2024                                                              |
|           | Torneio Incentivo Pernambucano     | 1         | 1976                                                              |
|           | Torneio Início                     | 11        | 1921, 1930, 1931, 1934, 1936, 1938, 1941, 1943, 1955, 1967 e 1970 |
| TOTAL     |                                    |           |                                                                   |
|           | Competição                         | Títulos   | Descrição                                                         |
|           | Títulos Oficiais                   | 20        | 1 Interestadual e 19 Estaduais                                    |

Outras conquistas
- Taça Recife: 1975.
- Liga Suburbana: 4 vezes (1916, 1917, 1918 e 1929).
- Taça Casa Amarela: 3 vezes (1926, 1927 e 1928).
- Copa Torre: 2 vezes (1923 e 1924).
- Torneio Municipal do Recife: 1953.
- Troféu Bairro da Boa Vista: 1933.
- Taça Joaquim Inácio: 1920.
- Copa Roman: 1968.
- Copa da Juventude: 1974.
- Torneio Aniversário da Cidade de Jaboatão: 1981.
- Copa de Desportos Terrestres: 1986.
- Torneio da Paz: 1940.
- Torneio Cidade do Cabo: 1965.
- Taça do Brasil: 1949.
- Copinha do Mundo Sub-17 (Representando a seleção dos Estados Unidos): 2014. (Futebol Feminino)

## Símbolos

### Escudo
Em mais de 100 anos, o escudo do América-PE passou por contáveis modificações, desde quando mudou de João de Barros FC. O escudo passou por processos de remodelagem desde sua cor (vindo a ser Alvirrubro), até o utilizado em seu centenário, onde tinha seu nome e ano de fundação dentro de um circulo externo e as letras “A”, “F” e “C”, dentro de um círculo interno verde e com um design mais moderno. 

### Mascote

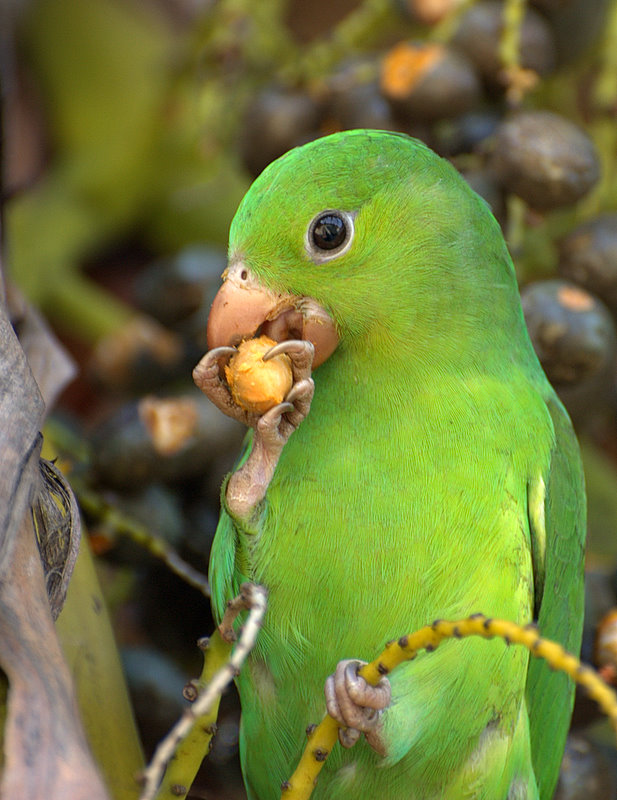
Periquito, Mascote do América de Pernambuco.

A mascote oficial do América é o Periquito, ave endêmica do Brasil.
De acordo com o sites oficiais, o periquito foi escolhido desde a fundação do time por causa da comum coloração verde, do periquito e do clube, e também, por esse passarinho existir em abundância, em quase todo litoral brasileiro. Uma curiosidade: o periquito muitas vezes vem sendo personificado na figura do Zé Carioca, outras vezes com uma configuração mais específica como um periquito aristocrático, mas sempre o mesmo animal que desperta simpatia e graça naqueles que o veem.
Apesar de alguns confundirem, nada tem a ver com o personagem da Disney Zé Carioca, que é um papagaio. Em outros casos, a mascote lembra muito a outro mascote famoso, o Periquito verde do Palmeiras, clube do estado de São Paulo, que tem a ave como uma de suas mascotes.  Nos últimos anos a figura da mascote Americano ficou conhecido por aparecer em campanhas de marketing e nas aberturas dos jogos, além de vencer as corridas das mascotes tradicionalmente realizadas em Olinda durante as prévias carnavalescas.

### Hino
| “Salve o América Campeão do centenário Salve o América Tua glória é um rosário Salve o América Campeão do centenário Salve o América Tua glória é um rosário Tens o verde da esperança E o branco da paz América, América Por ti serei capaz Salve o América” | “Campeão do centenário” Salve o América Tua glória é um rosário Salve o América Campeão do centenário Salve o América Tua glória é um rosário Tens o verde da esperança E o branco da paz América, América Por ti serei capaz América, América” |

### Uniformes
- Uniformes dos jogadores
- Primeiro uniforme: Camisa verde, calção e meias verdes;
- Segundo uniforme: Camisa branca com faixas verticais verde, calção e meias brancas.

| 1º Uniforme | 2º Uniforme |  |

## Rivalidades
- América vs Sport

- America vs Náutico
- América vs Santa Cruz (Clássico da amizade)
- América vs Retrô ( Clássico do Renascimento)

## Estatísticas

### Campanhas de destaque
| América Futebol Clube                         | América Futebol Clube     | América Futebol Clube    | América Futebol Clube    | América Futebol Clube     |
| Torneio                                       | Campeão                   | Vice-campeão             | Terceiro colocado        | Quarto colocado           |
| --------------------------------------------- | ------------------------- | ------------------------ | ------------------------ | ------------------------- |
| Campeonato Brasileiro – Série B               | —                         | —                        | —                        | —                         |
| Campeonato Brasileiro – Série C               | —                         | —                        | —                        | —                         |
| Campeonato Brasileiro – Série D               | —                         | —                        | —                        | —                         |
| Troféu Nordeste                               | 1 (1923)                  | —                        | —                        | —                         |
| Campeonato Pernambucano                       | 6 vezes (Última em 1944)  | 9 vezes (Última em 1952) | 6 vezes (Última em 1978) | 12 vezes (Última em 1988) |
| Campeonato Pernambucano - Série A2            | —                         | 2 vezes (2013)           | 1 (2008)                 | 1 (2021)                  |
| Campeonato Pernambucano de Futebol - Série A3 | 1 (2024)                  |                          |                          |                           |
| Torneio Incentivo Pernambucano                | 1 (1976)                  | —                        | —                        | —                         |
| Torneio Início                                | 11 vezes (Última em 1970) | —                        | —                        | —                         |

### Participações
|  | Participações em 2025 |

| Competição | Competição              | Temporadas | Melhor campanha     | Estreia | Última | P | R |
| Pernambuco | Campeonato Pernambucano | 84         | Campeão (6 vezes)   | 1915    | 2019   |   | 3 |
| Pernambuco | Série A2                | 13         | Vice-campeão (2013) | 1999    | 2025   | 3 | – |
| Pernambuco | Série A3                | 1          | Campeão (2024)      | 2024    | 2024   | 1 |   |
| Brasil     | Série B                 | 4          | 8º colocado (1972)  | 1972    | 1991   | – | – |
| Brasil     | Série C                 | 1          | 24º colocado (1990) | 1990    | 1990   | – | – |
| Brasil     | Série D                 | 3          | 24º colocado (2019) | 2016    | 2019   | – |   |

## Ídolos

Edvaldo Izídio Neto, conhecido por Vavá

Ao longo de sua história, o América sempre contou com jogadores e técnicos de grande expressão nacional, que contribuíram para as inúmeras conquistas da equipe no futebol de Pernambuco e do país. Alguns jogadores e técnicos que passaram pelo América ficaram com a imagem atrelada a um determinado período do clube. Vavá, por exemplo, começou na base do América em 1948, mas sua carreira profissional começou no Vasco da Gama, onde é ídolo, ganhou as Copa do Mundo FIFA de 1958 e 1962. Outro nome, é o do Zé Tasso, que jogou pelo América de 1918 a 1923, um dos maiores campeões com a camisa do América.
- Alberto Salonni: jogou pelo América em 1932, o Argentino teve muito destaque com a camisa esmeraldina.
- Leça: goleiro que jogou pelo América na conquista do último título do campeonato pernambucano, em 1944.
- Osséias: único campeão vivo da última conquista do América, Campeonato Pernambucano de 1944.
- Carlinhos Bala: Liderou o elenco do América campanha que classificou o clube, de maneira inédita, para a disputa da Série D de 2016.
- Danilo: goleiro que defendeu o América em 2012 e foi destaque na Campeonato Africano das Nações de 2012. Apesar de ter nascido em Caruaru é naturalizado guinéu-equatoriano. Danilo sacudiu o país após defender um pênalti do craque do Chelsea o marfinense Didier Drogba.
- Dequinha: jogador potiguar que veio para o América em 1950, no mesmo ano foi para o Flamengo onde é ídolo e jogou a Copa de 1954.

## Rivalidades
- América vs Sport Club do Recife (Clássico dos campeoes)

- América vs Náutico

- América vs Santa Cruz (Clássico da amizade)

Outros embates do Mequinha que merecem destaque:
América vs Ferroviário do Recife: Clássico Suburbano
América vs Central de Caruaru: Clássico da 4ª Força de Pernambuco (O 4º maior da capital x o maior do interior de Pernambuco)

## Categorias de base
Ao longo dos anos, o América sempre formou grandes jogadores, desde o jogador Vavá. Como celeiro de novos jogadores, o clube está presente nas principais categorias de base do estado, dando respaldo ao Sub-20 campeão pernambucano em 1931.
Categorias de base
| Competição                     | Edição atual | Última edição | Último título |
| ------------------------------ | ------------ | ------------- | ------------- |
| Campeonato Pernambucano Sub-20 | —            |               | Em 1931       |
| Campeonato Pernambucano Sub-17 | —            | —             | Não possui    |
| Campeonato Pernambucano Sub-15 | —            | —             | Não possui    |
| Campeonato Pernambucano Sub-13 | —            | 2022          | Não possui    |

## Outras modalidades desportivas

### Futsal
- Taça cidade do Recife - 1981
- Campeão Pernambucano de Futebol de salão: 1985

### Futebol de Mesa
- Campeão Pernambucano Infantil - 2001
- Campeão Pernambucano Master - 2001

### Ciclismo
- Campeão Pernambucano - (1975, 1976, 1977, 1978)

### Handebol
- Campeonato Pernambucano adulto: 1980
- Campeonato Pernambucano juvenil: 1981
- Recife Open: 2015

### Pólo Aquático
- Campeonato Pernambucano: (1952, 1954)

### Basquete
Basquete feminino
- Campeonato Pernambucano adulto - 2014
- Campeonato Pernambucano Sub-19 - 2014
- Vice-campeão brasileiro (Liga Nacional - América/Uninassau x Corinthians /SP) adulto - 2015
- 3º colocado no brasileiro (Liga Nacional - América/Uninassau) adulto - 2016

### Futebol 7
- Copa Abertura de Futebol Society - 2015
- Copa Jaboatão - 2015

### Atletismo
- Corrida dos Mascotes: 2012